# Jamie Benn
James „Jamie“ Benn (* 18. Juli 1989 in Victoria, British Columbia) ist ein kanadischer Eishockeyspieler. Der linke Flügelstürmer steht seit 2009 bei den Dallas Stars in der National Hockey League unter Vertrag und fungiert seit der Saison 2013/14 auch als deren Mannschaftskapitän. 2015 gewann er die Art Ross Trophy als bester Scorer der NHL. Mit der kanadischen Nationalmannschaft gewann er bei den Olympischen Winterspielen 2014 die Goldmedaille. Sein Bruder Jordie war ebenfalls professioneller Eishockeyspieler.

## Karriere

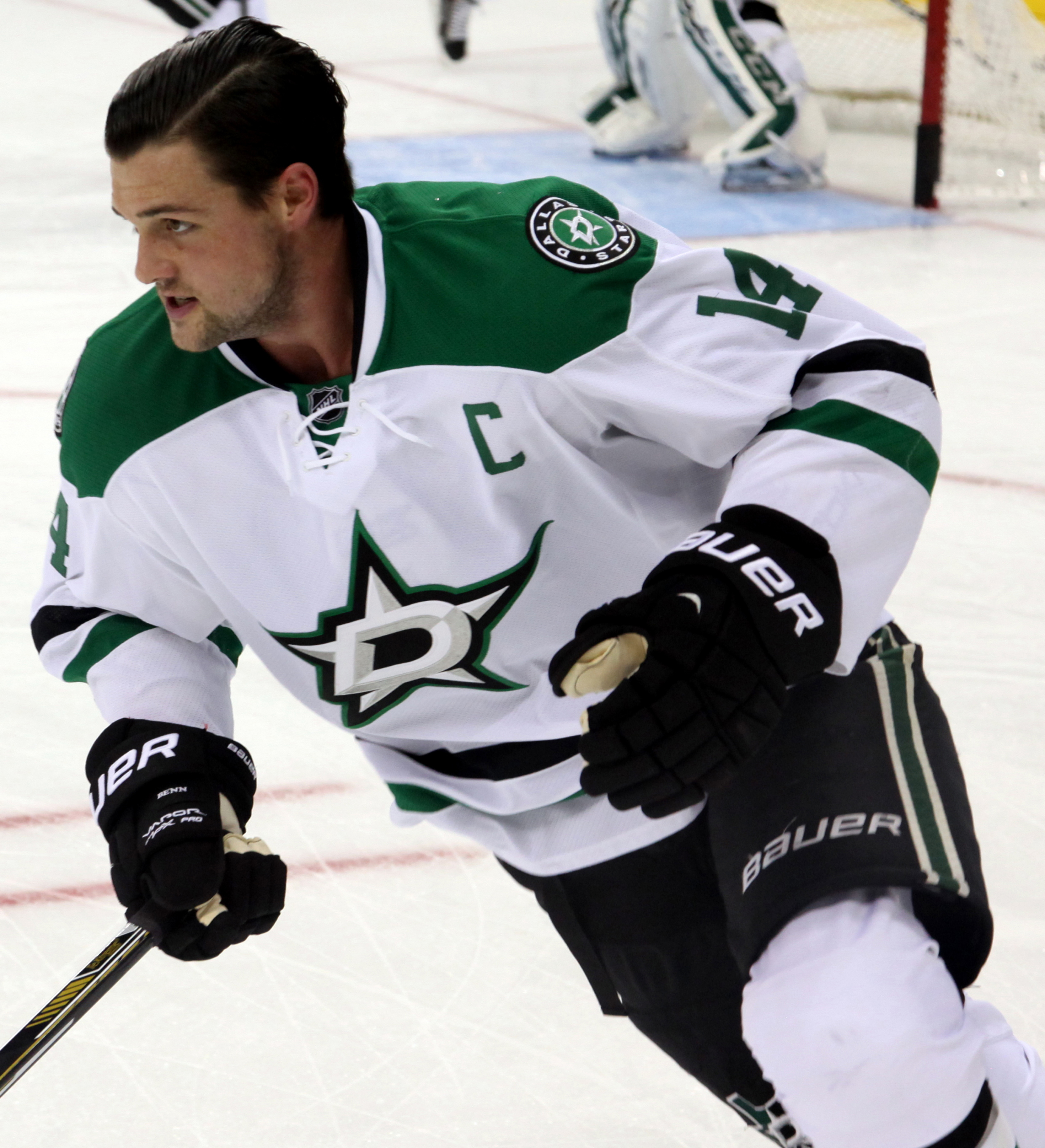
Benn im Trikot der Dallas Stars (2014)

Jamie Benn begann seine Karriere als Eishockeyspieler bei den Peninsula Panthers, für die er bis 2006 auf dem Eis stand. Danach war der Kanadier in der Saison 2006/07 für die Victoria Grizzlies in der British Columbia Hockey League aktiv. Anschließend wurde er im NHL Entry Draft 2007 in der fünften Runde als insgesamt 129. Spieler von den Dallas Stars ausgewählt. Zunächst lief der Angreifer jedoch zwei Jahre lang in der Western Hockey League für die Kelowna Rockets auf, mit denen er 2009 den Ed Chynoweth Cup als WHL-Meister gewann. Mit 33 Punkten in 19 Playoff-Spielen hatte er maßgeblichen Anteil an diesem Erfolg und war somit Topscorer in den WHL-Playoffs.
Daraufhin erhielt er vor der Saison 2009/10 einen Vertrag bei den Dallas Stars, für die er am 3. Oktober 2009 im Heimspiel gegen die Nashville Predators sein Debüt in der National Hockey League gab.
Für die Dauer des NHL-Lockout in der Saison 2012/13 spielte er bei den Hamburg Freezers in der Deutschen Eishockey Liga. Im Januar 2013 einigte er sich mit den Stars auf eine fünfjährige Vertragsverlängerung bei einem kolportierten Gesamtgehalt von 26,25 Millionen US-Dollar.
Im Vorfeld der Saison 2013/14 wurde Benn zum sechsten Mannschaftskapitän in der Geschichte der Franchise ernannt. In der Spielzeit 2014/15 erzielte er im letzten Saisonspiel gegen die Nashville Predators einen Hattrick und steuerte acht Sekunden vor Ende auch noch eine Torvorlage zum 4:1-Sieg seiner Mannschaft bei, sodass er sich mit 87 Scorerpunkten sowie einem Zähler Vorsprung gegenüber John Tavares von den New York Islanders durchsetzte und die Art Ross Trophy als punktbester Spieler der regulären Saison gewann. Trotz dieses Erfolges konnte Benn seinem Team nicht in die Play-offs verhelfen und schied mit den Stars nach der Hauptrunde aus. Zu Beginn der Saison 2015/16 knüpfte der Kanadier an seine Leistungen aus dem Vorjahr an und kam in den ersten elf Spielen auf 17 Scorerpunkte, womit er als NHL-Spieler des Monats Oktober ausgezeichnet wurde. Im Juli 2016 verlängerten die Stars seinen Vertrag erneut, wobei der Angreifer in den nächsten acht Spielzeiten ein durchschnittliches Jahresgehalt von 9,5 Millionen US-Dollar erhalten soll. Damit wurde er zu diesem Zeitpunkt zu einem der höchstbezahlten Spieler der NHL.
Mit den Stars erreichte er in den Playoffs 2020 das Endspiel um den Stanley Cup, unterlag dort jedoch den Tampa Bay Lightning mit 2:4. Im Februar 2023 bestritt Benn seine insgesamt 1000. Partie in der regulären NHL-Saison, wobei er zum zweiten Spieler nach Mike Modano wurde, dem dies ausschließlich im Trikot der Stars gelang. Modano übertraf er dann im Dezember 2024 als Rekordspieler in Dallas, als er sein 1143. Spiel für die Dallas Stars bestritt und somit seither diesen Team-Rekord hält.

### International

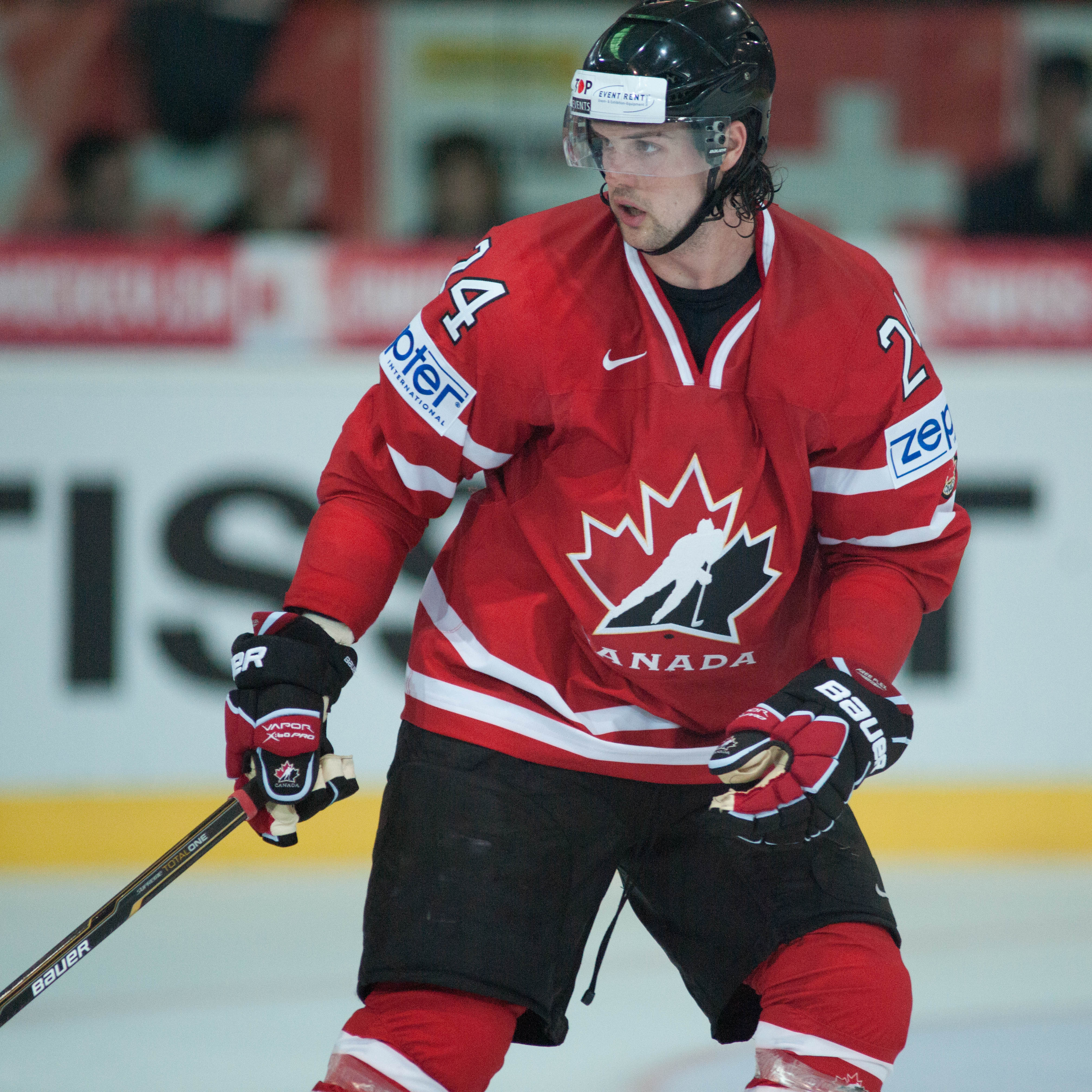
Jamie Benn im Trikot der kanadischen Nationalmannschaft

Jamie Benn wurde während seiner zweiten Saison in der WHL zusammen mit seinem Teamkollegen Tyler Myers in die kanadische U20-Nationalmannschaft berufen und nahm mit dieser an der U20-Junioren-Weltmeisterschaft 2009 teil. Benn erzielte vier Tore und zwei Assists in sechs Spielen bei den Welttitelkämpfen und trug dazu bei, dass die U20-Auswahl erneut Junioren-Weltmeister wurde. Für die kanadische Herrenmannschaft stand er bei der Weltmeisterschaft 2012 auf dem Eis. Bei den Olympischen Winterspielen 2014 in Sotschi gewann Benn mit der kanadischen Nationalmannschaft die Goldmedaille.
Im September 2016 sollte Benn am World Cup of Hockey 2016 teilnehmen, sagte jedoch verletzungsbedingt ab.

## Erfolge und Auszeichnungen
| - 2009 Topscorer der WHL-Playoffs - 2009 Ed-Chynoweth-Cup-Gewinn mit den Kelowna Rockets - 2009 WHL West First All-Star-Team - 2009 Ed Chynoweth Trophy - 2012 Teilnahme am NHL All-Star-Game | - 2015 Art Ross Trophy - 2015 NHL Second All-Star Team - 2015 NHL-Spieler des Monats Oktober - 2016 Teilnahme am NHL All-Star Game - 2016 NHL First All-Star Team |

### International
- 2009 Goldmedaille bei der U20-Junioren-Weltmeisterschaft
- 2014 Goldmedaille bei den Olympischen Winterspielen

## Karrierestatistik
Stand: Ende der Saison 2024/25

### International
Vertrat Kanada bei:
- U20-Junioren-Weltmeisterschaft 2009
- Weltmeisterschaft 2012
- Olympischen Winterspielen 2014

(Legende zur Spielerstatistik: Sp oder GP = absolvierte Spiele; T oder G = erzielte Tore; V oder A = erzielte Assists; Pkt oder Pts = erzielte Scorerpunkte; SM oder PIM = erhaltene Strafminuten; +/− = Plus/Minus-Bilanz; PP = erzielte Überzahltore; SH = erzielte Unterzahltore; GW = erzielte Siegtore; 1 Play-downs/Relegation; Kursiv: Statistik nicht vollständig)